# Road Redemption
Road Redemption — відеогра у жанрі транспортного бою, розроблена американськими студіями EQ-Games та Pixel Dash Studios й видана Tripwire Interactive. Гра є духовною спадкоємицею серії відеоігор Road Rash та була випущена 4 жовтня 2017 року для Windows. Версія для консолей PlayStation 4, Xbox One та Nintendo Switch була випущена 6 листопада 2018. Мобільна версія для Android та iOS була випущена 28 вересня 2022.

## Ігролад
Оскільки гра є духовною спадкоємицею серії Road Rash, Road Redemption намагається відтворити аркадну простоту та безглуздість джерела натхнення, одночасно впроваджуючи більш сучасну графіку та механіки ігрового процесу. Окрім зброї ближнього бою в Road Rash, у Road Redemption з'явилась вогнепальна зброя, яку гравці можуть використовувати. Також, у грі представлений режим багатокористувацької гри з розділеним екраном.

## Розробка
У 2009 році Ієн Фіш, давній шанувальник серії Road Rash, написав у своєму блозі пост про те, чому гра потребує відродження. Він планував, що цей пост стане закликом до розробників Electronic Arts повернутися до серії, але після комерційних невдач гоночно-бойових гібридів, таких як Split/Second та Blur, він вважав, що у видавця не буде бажання робити подібні ігри, тому почав працювати над власним баченням гри.
Анонс гри відбувся у квітні 2013 року, одночасно з початком краудфандингової кампанії на Kickstarter. Кампанія зібрала понад $173 000, успішно перевищивши свою мету в $160 000. Хоча розробка гри була профінансована, їй не вистачило 198 000 доларів для створення версії для пристроїв віртуальної реальності Oculus Rift. Пол Фіш, один із розробників гри, розповів про причини, чому їхня кампанія на Kickstarter не «злетіла», у статті для The Penny Arcade Report. У ній він звинуватив невідповідний час запуску кампанії та загальну втому від краудфандингу.
Розроблена новоорлеанськими студіями EQ-Games та Pixel Dash Studios, гра спочатку планувалася до релізу в серпні 2014 року, однак була перенесена на листопад 2014 року після виходу альфа-версії у квітні 2014 року. Хоча рання бета-версія була випущена через Steam Early Access у вересні 2014 року, гра не встигла вийти в 2014 році, а відсутність подальших оновлень у 2015 році призвела до побоювань, що розробники скасують проєкт. Оновлення у квітні 2016 року прояснило, що розробка все ще триває, а дата релізу запланована на третій квартал 2016 року для платформ Windows, macOS та Linux. Версії для PlayStation 4, Xbox One і Wii U заплановано на пізніший термін. У первинних оновленнях за 2016 рік Wii U не згадувалася серед доступних платформ, що знову викликало спекуляції щодо скасування цієї версії, але DarkSeas Games уточнили, що версія для Wii U все ще планується, але її перенесено у вікно релізу після версій для PS4 та Xbox One, посилаючись на додаткову роботу, яку потрібно виконати, щоб запустити гру на менш потужній Wii U. У травні 2018 року DarkSeas Game оголосили, що перенесли розробку на реліз для консолі Nintendo Switch.
Після виходу гри DarkSeas Games також планують надати гравцям доступ до відкритого коду, що дозволить їм створювати модифікації для гри.

## Сприйняття

### До релізу
В огляді Eurogamer на дочасну версію гри у Steam Ден Вaйтгед похвалив гру, незважаючи на її недоробки та глюки, зазначивши: «Проблем багато, тож команді розробників потрібно ще багато чого допрацювати, щоб Road Redemption стала справді гідним та гармонійним спадкоємцем свого натхненника. Проте, незважаючи на всю неотесаність, сирість і недопрацьованість ідей, гра відмінно справляється з найважливішими задачами». Polygon назвали ранню версію гри «божевільнішою і насиченішою Road Rash», яка була «такою ж швидкою, шаленою і жорстокою, як і її очевидний натхненник». Ціна гри у 40 доларів за альфа-версію викликала критику на деяких сайтах.

### Після релізу
Згідно з агрегатором рецензій Metacritic, Road Redemption отримала «змішані або середні відгуки».